# Îles et aires protégées du Golfe de Californie
Les îles et aires protégées du Golfe de Californie sont un ensemble d'îles, îlots et zones côtières du golfe de Californie, au Mexique, qui forment un site sériel inscrit au patrimoine mondial par l'UNESCO depuis 2005.

## Caractéristiques
Il s'agit d'un bien sériel, constitué de plusieurs sites distincts regroupant 244 îles, îlots et zones côtières situées dans le golfe de Californie, dans le nord-ouest du Mexique. Il s'étend sur les États de Basse-Californie, Basse-Californie du Sud, Nayarit, Sinaloa et Sonora. La protection met en avant l'importance de la région pour la conservation marine et terrestre, ainsi que la beauté du site :

« La mer de Cortez et ses îles sont considérées comme un laboratoire naturel pour la recherche en matière de spéciation. De plus, presque tous les grands processus océanographiques à l’œuvre dans les océans de la planète sont représentés sur le site, lui donnant une importance sans commune mesure pour l’étude. Le site est d’une beauté naturelle remarquable et offre un paysage spectaculaire d’îles au relief accidenté composé de hautes falaises et de plages de sable, qui contrastent avec le cadre désertique qui s’y reflète et les eaux environnantes turquoise. Le site abrite 695 espèces de plantes vasculaires, plus que dans tout autre site marin et insulaire de la Liste du patrimoine mondial. Il est également exceptionnel du point de vue du nombre d’espèces de poissons : 891, dont 90 endémiques. De plus, le site héberge 39% du nombre total d’espèces de mammifères marins et un tiers du nombre total des espèces de cétacés de la Terre. »

Le site est inscrit en 2005. En 2007, il est étendu pour inclure les parcs nationaux des îles Marietas et de l'archipel de San Lorezo (es). En 2011, il est étendu une seconde fois pour admettre la zone de protection de flore et de faune de  Balandra (es).
Depuis 2019, le site est inscrit sur la liste du patrimoine mondial en péril : la pêche illégale de totoaba menace directement les populations de vaquitas, endémiques, dont la présence fait partie de la valeur universelle exceptionnelle du site.

### Composantes
Le bien est constitué de 12 composantes distinctes, que le tableau ci-dessous recense.
| Référence   | Site                                                                 | État(s)                                                    | Superficie (ha) | Zone tampon (ha) | Coordonnées                          |
| ----------- | -------------------------------------------------------------------- | ---------------------------------------------------------- | --------------- | ---------------- | ------------------------------------ |
| 1182-001    | Îles du golfe de Californie                                          | Basse Californie, Basse-Californie du Sud, Sinaloa, Sonora | 358 000         |                  | 29° 00′ nord, 112° 20′ ouest         |
| 1182-002    | Haut-golfe de Californie et delta du Colorado (es) (partie maritime) | Basse Californie, Sonora                                   | 86 638          | 454 591          | 31° 44′ nord, 114° 32′ ouest         |
| 1182-003    | San Pedro Mártir                                                     | Sonora                                                     | 1 111           | 29 054           | 28° 23′ nord, 112° 19′ ouest         |
| 1182-004    | El Vizcaíno (frange côtière et maritime dans le golfe de Californie) | Basse-Californie du Sud                                    |                 | 49 451           | 27° 26′ nord, 113° 37′ ouest         |
| 1182-005    | Bahía de Loreto (es)                                                 | Basse-Californie du Sud                                    | 206 581         |                  | 25° 51′ 50″ nord, 111° 07′ 19″ ouest |
| 1182-006    | Cabo Pulmo                                                           | Basse-Californie du Sud                                    | 7 111           |                  | 23° 39′ 36″ nord, 109° 40′ 01″ ouest |
| 1182-007    | Cabo San Lucas (es)                                                  | Basse-Californie du Sud                                    | 3 996           |                  | 22° 52′ 59″ nord, 109° 52′ 01″ ouest |
| 1182-008    | Îles Marías                                                          | Nayarit                                                    | 14 845          | 626 440          | 21° 31′ 59″ nord, 106° 28′ 01″ ouest |
| 1182-009    | Île Isabel                                                           | Nayarit                                                    | 194             |                  | 21° 50′ 56″ nord, 105° 53′ 02″ ouest |
| 1182-010bis | Archipiélago de San Lorenzo (es)                                     | Basse Californie                                           | 8 806           | 49 637           | 28° 46′ 23″ nord, 112° 59′ 53″ ouest |
| 1182-011bis | Îles Marietas                                                        | Nayarit                                                    | 79              | 1 304            | 20° 41′ 56″ nord, 105° 35′ 06″ ouest |
| 1182-012ter | Zone de protection de la flore et de la faune Balandra (es)          | Basse-Californie du Sud                                    | 1 197           |                  | 24° 18′ 43″ nord, 110° 19′ 44″ ouest |

## Sources
Cet article intègre du contenu sous licence libre.  Licence sous CC-BY-SA IGO 3.0 déclaration de la licence. Texte tiré de Îles et aires protégées du Golfe de Californie,  Centre du Patrimoine Mondial de l'UNESCO, 